# Francesc Cladera
Francesc Cladera, (Sa Pobla, s. XVI-), militar, capità d'una companyia el 1588 que serví a l'atac de la denominada Armada Invencible contra Anglaterra i a la Lliga Santa de París, contra els protestants.